# Liste des vicomtes de Blois
Au Moyen Âge, le titre de vicomte de Blois était un titre de noblesse initialement créé avant l’an 900 par le roi Robert Ier, alors également comte de Blois, afin de le suppléer dans la gestion du Blésois (parmi d'autres régions de Neustrie) au cours de son règne.

## Première vicomté
Dans un premier temps, le titre de vicomte est créé par le roi Robert Ier, en sa qualité de comte de Blois, pour le suppléer localement. Ainsi, le vicomte séjourne au sein du castrum de Blois, établi sur l'actuel promontoire du château.
Fut ainsi nommé un certain Garnegaud. Ce dernier n'ayant pas de descendant la charge passa ensuite aux Thibaldiens au plus tard sous Hugues le Grand.
| Portrait | Nom                     | Période               | Autres titres | Notes |
| -------- | ----------------------- | --------------------- | ------------- | --- |
|          | Garnegaud († après 906) | avant 886 – après 906 |               | Garnegaud et sa femme Hélène n'ont pas d'héritiers connus. Comme les Thibaldiens sont présents à Blois dans les années 920, cela situerait le décès de Garnegaud dans le courant des années 910. |

### Les Thibaldiens (circa920-940)
| Portrait | Nom                                                      | Période        | Autres titres | Notes |
| -------- | -------------------------------------------------------- | -------------- | --- | --- |
|          | Thibaud l'Ancien (vers 890 – † 940)                      | vers 920 – 940 | Vicomte de Tours                                                                                                 | Il a été fait vicomte de Tours au plus tard en 909. Il a épousé Richilde. Il a succédé à Blois au vicomte Garnegaud à une date inconnue. |
|          | Thibaud Ier de Blois, dit le Tricheur (vers 910 – † 977) | circa 940      | Vicomte de Tours Comte de Chartres Comte de Châteaudun Seigneur de Provins Seigneur de Chinon Seigneur de Saumur | Fils de Thibaud l'Ancien et de Richilde. D’abord proche du robertien Hugues le Grand, celui-ci l'a élevé au rang de comte vers 940 couvrant différents honneurs dont la vicomté de Tours, la vicomté de Blois et le comté de Chartres. Le premier membre de la dynastie de Blois a donc absorbé la fonction de vicomte de Blois dans la fonction comtale. Thibaud le Tricheur ne paraît pas avoir nommé de vicomte pour le suppléer à Blois. |

## Vicomtes de Blois vassaux des Thibaldiens
Le titre de vicomte réapparaît après l’an 1000, alors que le comte Eudes II hérite de l’intégralité de la succession de son père Thibaud le Tricheur alors qu’il partageait jusque là avec son frère aîné, Thibaut II.

### Première lignée
Concentrant ses efforts sur la Champagne, le comte nomma un proche, Robert Ier, et lui alloue de nouvelles terres, aux Grouëts, à l'ouest de Blois, où sera édifié le château de la vicomté.
| Vicomte                | Période         | Autres titres | Suzerain    | Notes |
| ---------------------- | --------------- | ------------- | ----------- | --- |
| Robert Ier de Blois    | v.980 – 1014    |               | Eudes II    | Troisième fils du comte Eudes Ier et de Berthe de Bourgogne, et frère d’Eudes II de Blois. Cité dans une charte de 989, il épousa Mahaut de Châteaudun, fille du vicomte Hugues III de Châteaudun, puis une denommée Milesinde. |
| Robert II de Blois     | 1003 – v.1025   |               | Eudes II    | Premier fils du vicomte Robert Ier. |
| Hervé Ier de Blois     | v.1025 – v.1060 |               | Thibaud III | Second fils de Robert Ier, frère du précédent et cousin du comte Thibaud III. |
| Hilduin de Blois       | v.1060 – v.1090 |               | Thibaud III | Premier fils du vicomte Hervé Ier. |
| Robert III de Blois    | v.1090 – v.1105 |               | Étienne II  | Second fils du vicomte Hervé Ier et frère du précédent. |
| Geoffroy II de Vendôme | v.1105 – v.1130 |               | Thibaud IV  | Comte de Vendôme et époux de Mathilde de Châteaudun, fille de Robert III de Blois. Par sa mère Almodis de Blois, il était également le petit-fils du comte Eudes II.                                                            |

Les descendants de Robert de Blois ne semblent pas avoir laissé de postérité après le XIe siècle.

### Seconde lignée
Une autre famille de vicomtes de Blois, connue aux XIIe siècle et XIIIe siècles, sans rapport peut-être avec la première, mais voulant quand même s'y rattacher, principalement connus que par le Cartulaire de la Trinité de Vendôme sont l'objet d'une supercherie historique prouvée par l'abbé Angot concernant l'attribution de la restauration de l'abbaye d'Evron.
| Vicomte             | Période       | Autres titres | Suzerain                                   | Notes |
| ------------------- | ------------- | ------------- | ------------------------------------------ | --- |
| Robert de Lisle     | v.1140 – 1214 |               | Thibaut IV, puis Thibaut V, puis Louis Ier | Fils de Renaud de La Tour, Robert de Lisle fait avec sa mère, Berthe, un legs pour Barthélemy de Lisle, son oncle, à l'abbaye de Vendôme, en 1145, et, en 1146, à Saint-Lazare de Vendôme, un autre qu'il ratifie avec ses fils en 1166. Il épousa Mahaut, décédée veuve en 1218. |
| Renaud Ier de Lisle | 1214 – v.1220 |               | Thibaut VI                                 | Fils de Robert de Lisle, il fonda l'anniversaire de sa mère à Saint-Calais de Blois et à Notre-Dame de Gastineau, déchargea le prieuré de Lunay, dépendance de l'abbaye d'Évron, d'une partie des droits de past, et fonda l'anniversaire de ses père et mère à Évron. Il épousa Aliénor avant 1214. |
| Geoffroy de Lisle   | v.1220 – 1231 |               | Marguerite de Blois                        | Second fils du vicomte Robert de Lisle, frère du précédent. |
| Renaud II de Lisle  | 1231 – 1277   |               | Marie d'Avesnes, puis Jean Ier             | Il eut des liens plus étroits et plus personnels avec les religieux d'Évron. On le devine, du moins, quand on voit ces derniers donner à sa tombe ou cénotaphe en pierre de liais et en bronze doré, la place d'honneur dans leur église magnifiquement reconstruite ; à son père et à sa mère, à son grand-père et sa grand-mère, des monuments imposants en pierre de Bernay, avec leur effigie en ronde bosse. Renaud II mourut en 1277, à l'époque où l'on projetait la reconstruction de l'église abbatiale d'Évron. Il ne semble pas avoir eu d'enfants. Tous ces honneurs lui avaient été promis ou accordés en reconnaissance de ses droits supposés comme héritier du restaurateur de l'abbaye et de ses bienfaits personnels. La charte de restauration fut modifiée en conséquence. |

En 1372, un vicomte Renaud de Crassay a revendu le domaine de la Vicomté au comte Louis Ier de Blois-Châtillon.